# Abraxas (geslacht)
Abraxas is een geslacht van nachtvlinders uit de familie van de spanners (Geometridae). De wetenschappelijke naam van het geslacht is gepubliceerd door Leach in 1815.

## Soorten

### Europa
- Abraxas grossulariata (Linnaeus, 1758)
- Abraxas pantaria (Linnaeus, 1767)
- Abraxas sylvata (Scopoli, 1763)

### Wereld
- Abraxas abrasata - Warren, 1898
- Abraxas adelphica - Wehrli, 1932
- Abraxas adilluminata - Inoue, 1984
- Abraxas adusta - Hampson, 1891
- Abraxas aequimargo - Semper, 1901
- Abraxas aesiopsis - Inoue, 1970
- Abraxas albiplaga - Warren, 1894
- Abraxas albiquadrata - Warren, 1897
- Abraxas alpestris - Warren, 1893
- Abraxas aphorista - Prout, 1927
- Abraxas amicula - Wehrli, 1935
- Abraxas antinebulosa - Inoue, 1984
- Abraxas asemographa - Wehrli, 1931
- Abraxas ateles - Wehrli, 1935
- Abraxas auchmodes - Wehrli, 1931
- Abraxas baccata - Warren, 1897
- Abraxas calypta - Wehrli, 1935
- Abraxas capitata - Warren, 1894
- Abraxas celidota - Wehrli, 1931
- Abraxas circinata - Wehrli, 1931
- Abraxas comminuta - Warren, 1899
- Abraxas confluentaria - Warren, 1895
- Abraxas conialeuca - Wehrli, 1931
- Abraxas consputa - Bastelberger, 1909
- Abraxas copha - Prout, 1916
- Abraxas cosmia - Wehrli, 1931
- Abraxas culpini - Prout, 1915
- Abraxas cupreilluminata - Inoue, 1984
- Abraxas curvilinearia - Leech, 1897
- Abraxas cyclobalia - West, 1929
- Abraxas degener - Warren, 1894
- Abraxas diastema - Prout, 1926
- Abraxas dichostata - Prout, 1927
- Abraxas discoparallela - Wehrli, 1931
- Abraxas disrupta - Warren, 1894
- Abraxas ditritaria - Walker, 1862
- Abraxas elaioides - Wehrli, 1931
- Abraxas epipercna - Wehrli, 1931
- Abraxas etridoides - Hampson, 1895
- Abraxas expectata - Warren, 1902
- Abraxas extralineata - Warren, 1899
- Abraxas faceta - Inoue, 1987
- Abraxas fasciaria - Guérin-Meneville, 1843
- Abraxas flavimacula - Warren, 1896
- Abraxas flavisinuata - Warren, 1894
- Abraxas flavobasalis - Leech, 1897
- Abraxas fletcheri - Inoue, 1984
- Abraxas formosilluminata - Inoue, 1984
- Abraxas fulvobasalis - Warren, 1894
- Abraxas fuscescens - Butler, 1886
- Abraxas gephyra - West, 1929
- Abraxas germana - Swinhoe, 1891
- Abraxas grisearia - Leech, 1897
- Abraxas grossulariata (Bonte bessenvlinder) - Linnaeus, 1758
- Abraxas gunsana - Inoue, 1970
- Abraxas harutai - Inoue, 1970
- Abraxas hemerophiloides - Wehrli, 1931
- Abraxas honei - Wehrli, 1925
- Abraxas illuminata - Warren, 1894
- Abraxas incolorata - Warren, 1894
- Abraxas intermedia - Warren, 1888
- Abraxas interpunctata - Warren, 1905
- Abraxas intervacuata - (Warren, 1896)
- Abraxas invasata - Warren, 1897
- Abraxas irrorata - Moore, 1867
- Abraxas irrula - Hampson, 1891
- Abraxas ischnophragma - Prout, 1929
- Abraxas joyceyi - Prout, 1929
- Abraxas kanoi - Inoue, 1970
- Abraxas kanshireiensis - Wileman, 1915
- Abraxas kansuensis - Wehrli, 1932
- Abraxas karafutonis - Matsumura, 1925
- Abraxas labraria - Guenée, 1857
- Abraxas latifasciata - Warren, 1894
- Abraxas latizonata - Hampson, 1907
- Abraxas leopardina - Kollar, 1844
- Abraxas lepida - Wehrli, 1935
- Abraxas leucaphrodes - Wehrli, 1935
- Abraxas leucoloepa - Prout, 1928
- Abraxas leucostola - Hampson, 1893
- Abraxas lugubris - Prout, 1925
- Abraxas luteolaria - Swinhoe, 1889
- Abraxas macroplaca - Joannis, 1929
- Abraxas macularia - Herz, 1905
- Abraxas maculicincta - Walker, 1866
- Abraxas major - Wehrli, 1935
- Abraxas martaria - Guenée, 1857
- Abraxas membranacea - Warren, 1894
- Abraxas metabasis - Prout, 1929
- Abraxas metamorpha - Warren, 1893
- Abraxas miranda - Butler, 1878
- Abraxas moniliata - Warren, 1897
- Abraxas montivolans - Wehrli, 1925
- Abraxas monychata - Felder, 1875
- Abraxas nebularia - Leech, 1897
- Abraxas neomartaria - Inoue, 1970
- Abraxas nepalensis - Inoue, 1970
- Abraxas nepalilluminata - Inoue, 1970
- Abraxas nephodes - Wehrli, 1939
- Abraxas nigrivena - Warren, 1893
- Abraxas niphonibia - Wehrli, 1935
- Abraxas notata - Warren, 1894
- Abraxas omissa - Warren, 1907
- Abraxas ostrina - Swinhoe, 1889
- Abraxas pantaria - (Linnaeus, 1767)
- Abraxas parvimiranda - Inoue, 1984
- Abraxas parvipunctata - Warren, 1905
- Abraxas paucinotata - Warren, 1894
- Abraxas pauxilla - Wehrli, 1935
- Abraxas perchaotica - Wehrli, 1931
- Abraxas permaculosa - Wehrli, 1935
- Abraxas permutans - Wehrli, 1931
- Abraxas persimplex - Inoue, 1984
- Abraxas persuspecta - Wehrli, 1935
- Abraxas picaria - Moore, [1868]
- Abraxas placata - Inoue, 1984
- Abraxas pleniguttata - Warren, 1897
- Abraxas plumbeata - Cockerell, 1906
- Abraxas poliaria - Swinhoe, 1889
- Abraxas poliostrota - Hampson, 1891
- Abraxas polysticta - Wehrli, 1931
- Abraxas praepiperata - Wehrli, 1935
- Abraxas privata - Bastelberger, 1905
- Abraxas proicteriodes - Wehrli, 1931
- Abraxas propior - Wehrli, 1935
- Abraxas propsara - Wehrli, 1935
- Abraxas prosthetocneca - Prout, 1925
- Abraxas punctaria - Leech, 1897
- Abraxas punctifera - Walker, 1864
- Abraxas punctisignaria - Leech, 1897
- Abraxas pusilla - Butler, 1880
- Abraxas quadrimorpha - Inoue, 1987
- Abraxas reticularia - Leech, 1897
- Abraxas rhusiocirra - Wehrli, 1931
- Abraxas satoi - Inoue, 1972
- Abraxas semilivens - Wehrli, 1935
- Abraxas semiusta - West, 1929
- Abraxas sesquilineata - Warren, 1899
- Abraxas shensica - Wehrli, 1935
- Abraxas shigernaei - Inoue, 1970
- Abraxas sinicaria - Leech, 1897
- Abraxas sinilluminata - Wehrli, 1935
- Abraxas sinimartaria - Wehrli, 1935
- Abraxas sinopicaria - Wehrli, 1934
- Abraxas sordida - Hampson, 1893
- Abraxas sporocrossa - Turner, 1922
- Abraxas stictotaenia - Wehrli, 1932
- Abraxas stresemanni - Rothschild, 1915
- Abraxas subflava - Wehrli, 1935
- Abraxas subhyalinata - Röber, 1891
- Abraxas submartiaria - Wehrli, 1932
- Abraxas suffusa - Warren, 1894
- Abraxas superpicaria - Inoue, 1970
- Abraxas suspecta - (Warren, 1894)
- Abraxas sylvata (Porseleinvlinder) - Scopoli, 1763
- Abraxas symmetrica - Warren, 1894
- Abraxas syngenica - Wehrli, 1935
- Abraxas taiwanensis - Inoue, 1984
- Abraxas tenellula - Inoue, 1984
- Abraxas tenuisuffusa - Inoue, 1984
- Abraxas todara - Swinhoe, 1889
- Abraxas tortuosaria - Leech, 1897
- Abraxas trigonomorpha - Inoue, 1987
- Abraxas triseriaria - Herrich-Schäffer, [1855]
- Abraxas triseriata - Warren, 1893
- Abraxas unisinuata - Warren, 1896
- Abraxas virginalis - Butler, 1886
- Abraxas wegneri - Prout, 1935
- Abraxas wehrlii - Bytinsky-Salz & Brandt, 1937
- Abraxas wilemani - Inoue, 1984